# KBS Drama Special
KBS Drama Especial (hangul: KBS 드라마 스페셜; rr: KBS Deurama Seupesyeol), é uma série antológica sul-coreana criada e transmitida pela KBS2, com cada episódio tendo uma história, elenco, diretor e roteirista diferentes. O formato é baseado em seu antecessor Drama City e no Best Theatre da MBC.
O Drama City, seu antecessor, encerrou em 2008. Desde então, as séries de televisão adaptadas de histórias em quadrinhos ou romances on-line têm se tornado populares, deixando ainda menos espaço para o retorno de séries curtas. No entanto, em 15 de maio de 2010, o KBS Drama Special foi apresentado na forma de uma série de televisão com episódios únicos, começando com "Red Candy", da roteirista veterana Noh Hee-kyung.
Para as edições de 2020 e 2021, a Monster Union, estúdio e subsidiária da KBS, foi encarregada de produzir Drama Special.
Em 2021, a KBS apresentou o projeto de filme "TV Cinema" no Drama Special. Foi ao ar pela primeira vez em outubro e conta com 10 produções, incluindo quatro filmes de 90 minutos e seis peças de 70 minutos.
Em 2022, a partir do lançamento teatral de dois filmes, foram lançados outros oito, num total de 10, em novembro e dezembro. Todos estes foram produzidos pela Ascendio Entertainment para a KBS.

## Visão geral
| Temporada                                     | Temporada                                     | Período de transmissão                        | Horário                                                               | Ep. |
| --------------------------------------------- | --------------------------------------------- | --------------------------------------------- | --------------------------------------------------------------------- | --- |
| –                                             | –                                             | 9 de março – 18 de maio de 1997               | Domingo a noite, das 22:00 às 23:05 (KST)                             | 14  |
| –                                             | –                                             | 25 de maio – 8 de junho de 1997               | Domingo a noite, das 21:00 às 22:00 (KST)                             | 14  |
|                                               |                                               |                                               |                                                                       |     |
|                                               | 1                                             | 15 de maio – 27 de novembro de 2010           | Sábado a noite, das 23:15 às 00:25 (KST)                              | 24  |
|                                               | 2                                             | 5 de junho – 17 de julho de 2011              | Domingo a noite, das 23:15 às 00:25 (KST)                             | 23  |
| 24 de julho – 6 de novembro de 2011           | 2                                             | Domingo a noite, das 23:25 às 00:40 (KST)     |                                                                       | 23  |
| 13–27 de novembro de 2011                     | 2                                             | Domingo a noite, das 23:30 às 00:40 (KST)     |                                                                       | 23  |
|                                               | 3                                             | 3 de junho – 23 de dezembro de 2012           | Domingo a noite, das 23:45 às 00:55 (KST)                             | 24  |
|                                               | 4                                             | 12 de junho – 23 de outubro de 2013           | Wednesday from 23:10 às 00:20 (KST)                                   | 18  |
| 11 de novembro – 8 de dezembro de 2013        | 4                                             | Domingo a noite, das 23:55 às 01:05 (KST)     |                                                                       | 18  |
|                                               | 5                                             | Domingo a noite, das 23:55 às 01:05 (KST)     | 26 de janeiro – 2 de fevereiro de 2014                                | 27  |
| 23 de fevereiro – 13 de abril de 2014         | 5                                             | Domingo a noite, das 23:55 às 01:05 (KST)     |                                                                       | 27  |
| 11 de maio – 8 de junho de 2014               | 5                                             | Domingo a noite, das 23:55 às 01:05 (KST)     |                                                                       | 27  |
| 14 de setembro – 2 de novembro de 2014        | 5                                             | Domingo a noite, das 00:00 às 01:10 (KST)     |                                                                       | 27  |
| 9 de novembro – 7 de dezembro de 2014         | 5                                             | Domingo a noite, das 00:10 às 01:20 (KST)     |                                                                       | 27  |
|                                               | 6                                             | 13 de março – 3 de abril de 2015              | Sexta a noite, das 21:30 às 23:10 (KST) (Dois episódios consecutivos) | 15  |
| 31 de julho – 28 de agosto de 2015            | 6                                             | Sexta a noite, das 22:50 às 00:10 (KST)       |                                                                       | 15  |
| 24 de outubro – 28 de novembro de 2015        | 6                                             | Sexta a noite, das 23:50 às 01:10 (KST)       |                                                                       | 15  |
|                                               | 7                                             | 25 de setembro – 27 de novembro de 2016       | Domingo a noite, das 23:40 às 00:50 (KST)                             | 10  |
|                                               | 8                                             | 3 de setembro – 5 de novembro de 2017         | Domingo a noite, das 22:40 às 23:50 (KST)                             | 10  |
|                                               | 9                                             | 14 de setembro – 16 de novembro de 2018       | Sexta a noite, das 22:00 às 23:10 (KST)                               | 10  |
|                                               | 10                                            | 27 de setembro – 29 de novembro de 2019       | Sexta a noite, das 23:00 às 00:10 (KST)                               | 10  |
|                                               | 11                                            | 7 de novembro – 24 de dezembro de 2020        | Sábado a noite, das 22:30 às 23:50 (KST)                              | 10  |
|                                               | 12                                            | 22 de outubro — 24 de dezembro de 2021        | Sábado a noite, das 22:30 às 23:50 (KST)                              | 10  |
|                                               | 13                                            | 16 de novembro — 28 de dezembro de 2022       | Quarta-feira/Quinta-feira a noite, das 21:50 às 22:50 (KST)           | 10  |
|                                               | 14                                            | 14 de outubro — 16 de dezembro de 2023        | Sábado a noite, das 21:50 às 22:50 (KST)                              | 10  |
| Número total de episódios (Temporadas 1 – 14) | Número total de episódios (Temporadas 1 – 14) | Número total de episódios (Temporadas 1 – 14) | Número total de episódios (Temporadas 1 – 14)                         | 225 |

## Episódios

### 1ª Temporada (2010)
| N.º                                                                                                 | Título                                                                                   | Dirigido por    | Escrito por    | Lançamento             | Audiência |
| --------------------------------------------------------------------------------------------------- | ---------------------------------------------------------------------------------------- | --------------- | -------------- | ---------------------- | --------- |
| 1                                                                                                   | "Red Candy" "빨강 사탕"                                                                  | Hong Seok-gu    | Noh Hee-kyung  | 15 de maio de 2010     | 5.0%      |
| Elenco: Park Si-yeon, Lee Jae-ryong, Kim Yeo-jin, Yook Dong-il.                                     |                                                                                          |                 |                |                        |           |
| 2                                                                                                   | "The Scary One, The Ghost and I" "무서운 놈과 귀신과 나"                                 | Kim Yong-soo    | Park Yeon-seon | 22 de maio de 2010     | 4.1%      |
| Elenco: Lee Won-jong, Park Ki-woong, Kim Min-ji, Yeon Ji-ho, Shin Chang-joo.                        |                                                                                          |                 |                |                        |           |
| 3                                                                                                   | "Hot Coffee" "끝내주는 커피"                                                             | Lee Jae-sang    | Lee Sun-young  | 29 de maio de 2010     | 7.6%      |
| Elenco: Cho Yeon-woo, Yoon Hae-young, Moon Hee-kyung.                                               |                                                                                          |                 |                |                        |           |
| 4                                                                                                   | "Our Slightly Risky Relationship" "조금 야한 우리 연애"                                  | Kim Hyung-seok  | Park Eun-young | 5 de junho de 2010     | 6.6%      |
| Elenco: Lee Sun-kyun, Hwang Woo-seul-hye.                                                           |                                                                                          |                 |                |                        |           |
| 5                                                                                                   | "The Woman Next Door" "옆집 아줌마"                                                      | Hwang Eui-kyung | Kwon Gi-young  | 19 de junho de 2010    | 4.8%      |
| Elenco: Sunwoo Sun, Lee Tae-sung, Hong Wan-pyo, Jung Woo-hyuk.                                      |                                                                                          |                 |                |                        |           |
| 6                                                                                                   | "Reason" "이유"                                                                          | Jung Chang-geun | Park Hyung-jin | 3 de julho de 2010     | 4.3%      |
| Elenco: Lee Bo-hee, Greena Park, Choi Jung-woo, Kim Na-woon.                                        |                                                                                          |                 |                |                        |           |
| 7                                                                                                   | "The Great Gye Chun-bin" "위대한 계춘빈"                                                 | Lee Eung-bok    | Yoon Ji-hee    | 10 de julho de 2010    | 4.8%      |
| Elenco: Jung Yu-mi, Jung Kyung-ho, Ahn Seo-hyun, Choi Yu-hwa, Choi Dae-hoon, Jo Hee-bong, Oh Na-mi. |                                                                                          |                 |                |                        |           |
| 8                                                                                                   | "Secret Flower Garden" "비밀의 화원"                                                     | Moon Joon-ha    | Ha Moo-soo     | 17 de julho de 2010    | 3.9%      |
| Elenco: Baek Jin-hee, Cha Min-ji, Lee Dong-gyu.                                                     |                                                                                          |                 |                |                        |           |
| 9                                                                                                   | "An Awful Lot of Coincidences" "우연의 남발"                                             | Noh Sang-hoon   | Son Hwang-won  | 24 de julho de 2010    | 3.1%      |
| Elenco: Choi Deok-moon, Oh Yong, Song Jae-ryong, Myung Gye-nam.                                     |                                                                                          |                 |                |                        |           |
| 10                                                                                                  | "Spy Trader Kim Chul-soo's Recent Condition" "남파 트레이더 김철수 씨의 근황"            | Park Hyun-seok  | Lee Myung-sook | 31 de julho de 2010    | 3.8%      |
| Elenco: Qri, Oh Man-seok, Seo Hyun-chul, Lee Dae-yeon.                                              |                                                                                          |                 |                |                        |           |
| 11                                                                                                  | "The Angel of Death Comes With Purple High Heels" "보라색 하이힐을 신고 저승사자가 온다" | Hong Seok-gu    | Joo Hwa-mi     | 7 de agosto de 2010    | 5.1%      |
| Elenco: Jeon Hye-bin, Jung Sung-hwa, Jeon Boram.                                                    |                                                                                          |                 |                |                        |           |
| 12                                                                                                  | "Aridong's Last Cowboy" "아리동 라스트 카우보이"                                         | Kim Yong-soo    | Park Jin-woo   | 14 de agosto de 2010   | 4.0%      |
| Elenco: Yang Taek-jo, Kim Jin-tae, Bang Joong-hyun.                                                 |                                                                                          |                 |                |                        |           |
| 13                                                                                                  | "Last Flashman" "마지막 후뢰시맨"                                                        | Kim Jin-won     | Yoon Ji-hee    | 21 de agosto de 2010   | 4.2%      |
| Elenco: Park Yoo-sun, Kim Ji-young, Lee Sung-min, Lee Mi-young, Nam Bo-ra.                          |                                                                                          |                 |                |                        |           |
| 14                                                                                                  | "Summer Story" "여름이야기"                                                              | Yoon Sung-sik   | Min Jung-soo   | 28 de agosto de 2010   | 4.1%      |
| Elenco: Yeo Wook-hwan, Son Yeo-eun, Baek Eun-ah, Kim Kwang-kyu.                                     |                                                                                          |                 |                |                        |           |
| 15                                                                                                  | "Stone" "돌멩이"                                                                         | Kim Hyung-seok  | Bang Ji-young  | 4 de setembro de 2010  | 3.7%      |
| Elenco: Jung Han-yong, Lee Do-kyung, Kim Hye-ok, Yeo Min-joo, Lee In.                               |                                                                                          |                 |                |                        |           |
| 16                                                                                                  | "I'm a Butterfly" "나는 나비"                                                            | Hwang Wi-kyung  | Lee Hyun-joo   | 11 de setembro de 2010 | 4.5%      |
| Elenco: Kim Hee-won, Kim Sun-kyung, Choi Il-hwa, Ryu Sang-wook, Jo Sun-hyung.                       |                                                                                          |                 |                |                        |           |
| 17                                                                                                  | "Boy Meets Girl" "소년 소녀를 만나다"                                                    | Kim Young-gyoon | Park Eun-young | 2 de outubro de 2010   | 4.5%      |
| Elenco: Yoon Hee-seok, Kim Jung-nan, Kim Hyo-seo, Lee Mi-so, Seo Shin-ae.                           |                                                                                          |                 |                |                        |           |
| 18                                                                                                  | "Cutting Off the Heart" "마음을 자르다"                                                  | Jeon Chang-geun | Heo Sung-hye   | 9 de outubro de 2010   | 4.2%      |
| Elenco: Moon Jeong-hee, Im Ji-kyu, Kim Na-woon, Seo Mi-ja.                                          |                                                                                          |                 |                |                        |           |
| 19                                                                                                  | "When the Opera Is Over" "오페라가 끝나면"                                               | Noh Sang-hoon   | Park Eun-young | 16 de outubro de 2010  | 3.9%      |
| Elenco: Kim Kap-soo, Choi Won-young, Kim Bo-kyung.                                                  |                                                                                          |                 |                |                        |           |
| 20                                                                                                  | "Texas Hit" "텍사스 안타"                                                                | Park Hyun-seok  | Han Sang-woon  | 23 de outubro de 2010  | 4.6%      |
| Elenco: Son Hyun-joo, Yoo Gun, Kim Kwang-hyun, Jo Chang-geun, Song Ji-in, Jeon Ye-seo.              |                                                                                          |                 |                |                        |           |
| 21                                                                                                  | "A Family's Secret" "가족의 비밀"                                                        | Kim Jung-min    | Heo Sung-hye   | 30 de outubro de 2010  | 3.9%      |
| Elenco: Lee Hee-do, Kim Mi-kyung, Yoon Se-ah, Jeon Ah-min, Yoon Joo-sang.                           |                                                                                          |                 |                |                        |           |
| 22                                                                                                  | "Snail Study Dorm" "달팽이 고시원"                                                       | Kim Jin-won     | Yoon Ji-hee    | 6 de novembro de 2010  | 4.0%      |
| Elenco: Lee Kyu-han, Seo Ji-hye, Kim Gyeol.                                                         |                                                                                          |                 |                |                        |           |
| 23                                                                                                  | "Hurry Up and Tell Me" "어서 말을 해"                                                    | Yoon Sung-sik   | Lee Do-yeol    | 20 de novembro de 2010 | 4.2%      |
| Elenco: Bae Soo-bin, Kim Gyu-ri, Bang Joong-hyun, Jeon Ye-seo.                                      |                                                                                          |                 |                |                        |           |
| 24                                                                                                  | "Pianist" "피아니스트"                                                                   | Moon Joon-ha    | Park Eun-young | 27 de novembro de 2010 | 4.6%      |
| Elenco: Choi Min-ho, Han Ji-hye, Choi Phillip, Jo Hee-bong.                                         |                                                                                          |                 |                |                        |           |

### 2ª Temporada (2011)
| N.º | Título                                                                                              | Dirigido por   | Escrito por    | Lançamento             | Audiência |
| --- | --------------------------------------------------------------------------------------------------- | -------------- | -------------- | ---------------------- | --------- |
| 1 | "Young-deok Women's Wrestling Team" "영덕 우먼스 씨름단"                                            | Kim Hyung-seok | Park Run-young | 5 de junho de 2011     | 5.5%      |
| Elenco: Lee Jong-hyuk, Lee Se-young, Jeon So-min.                                                                             | |                |                |                        |           |
| 2 | "That Man Is There" "그 남자가 거기 있다"                                                           | Noh Sang-hoon  | Kwon Se-jin    | 12 de junho de 2011    | 3.6%      |
| Elenco: Kim Sung-eun, Kim Young-hoon, Choi Deok-moon, Kim Kyung-ik, Kim Jin-seong.                                            | |                |                |                        |           |
| 3 | "Men Cry" "남자가 운다"                                                                             | Han Joon-seo   | Jung Hyun-min  | 19 de junho de 2011    | 5.4%      |
| Elenco: Son Hyun-joo, Jo Mi-ryung, Lee Yong-woo.                                                                              | |                |                |                        |           |
| 4 | "Princess Hwapyung's Weight Loss" "화평공주 체중감량사"                                             | Song Hyun-wook | Kim Eun-ryung  | 26 de junho de 2011    | 8.2%      |
| Elenco: Eugene, Ryu Seung-soo, Choi Dae-chul, Jo Hye-jin, Lee Won-jong.                                                       | |                |                |                        |           |
| 5 | "The 7th Day" "제7요일"                                                                             | Moon Young-jin | Ahn So-min     | 3 de julho de 2011     | 4.6%      |
| Elenco: Ko Eun-mi, Kim Min-sung, Kim Hye-jin, Kim Cheon-man.                                                                  | |                |                |                        |           |
| 6 | "The Beeper" "삐삐가 울린다"                                                                        | Shin Hyun-soo  | Park So-young  | 10 de julho de 2011    | 3.9%      |
| Elenco: Ahn Suk-hwan, Seo Tae-hwa, Ban Min-jung, Lee Jae-gwan, Kang Pil-seok.                                                 | |                |                |                        |           |
| 7 | "The Woman from the Olle Road" "올레길 그 여자"                                                     | Jin Hyung-wook | Jung Hyun-min  | 17 de julho de 2011    | 5.1%      |
| Elenco: Park Jung-ah, Dokgo Young-jae, Go Se-won, Kim Min-hee, Lee Bo-hee.                                                    | |                |                |                        |           |
| 8 | "Linger" "미련"                                                                                     | Kim Sang-hee   | Kim Sun-duk    | 24 de julho de 2011    | 5.5%      |
| Elenco: Jang Shin-young, Lee Chun-hee, Yang Jin-woo, Hyun Woo-jong.                                                           | |                |                |                        |           |
| 9 | "Cupid Factory" "큐피드 팩토리"                                                                     | Kim Hyung-seok | Heo Sung-hye   | 31 de julho de 2011    | 3.5%      |
| Elenco: Park Soo-jin, Lee Hee-joon, Kim Woo-bin.                                                                              | |                |                |                        |           |
| 10 | "Daughters of Bilitis Club" "클럽 빌리티스의 딸들"                                                  | Han Joon-seo   | Son Ji-hye     | 7 de agosto de 2011    | 5.0%      |
| Elenco: Kim Hye-ok, Choi Ran, Han Go-eun, Oh Se-jung, Jin Se-yeon, Ahn Ji-hyun, Son Min-ji.                                   | |                |                |                        |           |
| 11 | "Identical Criminals" "동일범"                                                                      | Mo Wan-il      | Lee Do-yeol    | 21 de agosto de 2011   | 5.8%      |
| Elenco: Lee Ji-hoon, Lee Sung-min, Lee Hee-joon, Seo Hyun-chul, Shin Da-eun, Baek Won-gil, Seo Ji-yeon.                       | |                |                |                        |           |
| 12 | "Our Happy Days of Youth" "기쁜 우리 젊은 날"                                                       | Song Hyun-wook | Han Hee-jung   | 28 de agosto de 2011   | 3.8%      |
| Elenco: Choi Sung-won, Yoo Da-in, Moon Hyuk, Baek Soo-ryun, Kyung Kyu-won, Kim Hwan-hee, Jo Sun-hyung, Park Myung-shin.       | |                |                |                        |           |
| 13 | "Strawberry Ice Cream" "딸기 아이스크림"                                                            | Ji Byung-hyun  | Ha Moo-soo     | 18 de setembro de 2011 | 4.5%      |
| Elenco: Uhm Hyun-kyung, Kim Young-hoon, Na Hyun-joo.                                                                          | |                |                |                        |           |
| 14 | "Human Casino" "휴먼 카지노"                                                                        | Kim Sung-yoon  | Heo Sung-ye    | 25 de setembro de 2011 | 3.6%      |
| Elenco: Lee Jang-woo, Kim Jung-tae, Kim Min-seo, Park Jeong-min, Moon Cheon-sik, Lee Joong-gu, Bang Joon-hyun, Kim Dong-beom. | |                |                |                        |           |
| 15 | "Lethal Move" "필살기"                                                                              | Kim Sang-hwi   | Ahn Hong-ran   | 2 de outubro de 2011   | 4.3%      |
| Elenco: Im Won-hee, Jung Man-sik, Shin Da-eun, Kim Du-yool, Ahn Sung-heon.                                                    | |                |                |                        |           |
| 16 | "Terminal" "터미널"                                                                                 | Jeon Woo-sung  | Jung Yoon-jung | 9 de outubro de 2011   | 5.0%      |
| Elenco: Kim Sung-oh, Lee Yoon-ji, Yang Hee-kyung, Lee Won-jong.                                                               | |                |                |                        |           |
| 17 | "Guardian Angel Kim Young-goo" "수호천사 김영구"                                                    | Kim Jin-won    | Jung Hyun-min  | 16 de outubro de 2011  | 4.1%      |
| Elenco: Lee Pil-mo, Song Ha-yoon, Hwang Young-hee, Choi Deok-moon, Park Jae-woong, Jung Kang-hee.                             | |                |                |                        |           |
| 18 | "Ji-hoon, Born in 1982" "82년생 지훈이"                                                             | Song Hyun-wook | Seo Yoo-sun    | 23 de outubro de 2011  | 4.1%      |
| Elenco: Heo Jung-min, Choi Yoon-so, Kim Seung-wook, Shin Hye-kyung, Lee Moon-soo, Tae Woong, Hwang Seung-eon.                 | |                |                |                        |           |
| 19 | "The Sound of My Wife Breathing" "아내의 숨소리"                                                    | Shin Hyun-soo  | Ahn Hong-ran   | 30 de outubro de 2011  | 4.7%      |
| Elenco: Cho Yeon-woo, Choi Ja-hye, Jeon Ye-seo, Hwang Dong-joo.                                                               | |                |                |                        |           |
| 20 | "Behind the Scenes of the Seokyeong Sports Council Reform" "서경시 체육회 구조조정 비하인드 스토리" | Ji Byung-hyun  | Jung Hyun-min  | 6 de novembro de 2011  | 3.5%      |
| Elenco: Park Won-sang, Kim Min-seo, Lee Hae-young.                                                                            | |                |                |                        |           |
| 21 | "Duet" "이중주"                                                                                     | Mo Wan-il      | Kim Hye-jin    | 13 de novembro de 2011 | 4.0%      |
| Elenco: Jun Sung-hwan, Shim Yi-young, Jung In-seo, Jo Jae-wan, Yoon Jin-ho, Choi Jong-ryool.                                  | |                |                |                        |           |
| 22 | "Sorry I'm Late" "늦어서 미안해"                                                                    | Kim Sung-yoon  | Kim Bo-yeon    | 20 de novembro de 2011 | 4.8%      |
| Elenco: Yoon Joo-sang, Sung Byung-sook, Jung Soo-young.                                                                       | |                |                |                        |           |
| 23 | "My Wife Disappeared" "아내가 사라졌다"                                                             | Jeon Woo-sung  | Han Sang-woon  | 27 de novembro de 2011 | 5.9%      |
| Elenco: Jo Hee-bong, Lee Se-eun, Park Hee-jin, Kim Joon-bae, Yang Han-yeol, Kim Joo-yeop.                                     | |                |                |                        |           |

### 3ª Temporada (2012)
| N.º | Título                                                    | Dirigido por    | Escrito por                              | Lançamento             | Audiência |
| --- | --------------------------------------------------------- | --------------- | ---------------------------------------- | ---------------------- | --------- |
| 1 | "Swamp Ecology Report" "습지생태 보고서"                  | Park Hyun-seok  | Han Sang-woon                            | 3 de junho de 2012     | 2.8%      |
| Elenco: Sung Joon, Kim Chang-hwan, Jung Young-ki, Lee Jae-won, Goo Jae-yee, Choi Tae-hwan, Son San. |                                                           |                 |                                          |                        |           |
| 2 | "The Whereabouts of Noh Sook-ja" "노숙자씨의 행방"        | Jeon Woo-sung   | Ahn Hong-ran                             | 17 de junho de 2012    | 4.0%      |
| Elenco: Jo Sung-ha, Oh Yoon-ah, Jo Hee-bong, Park Hyo-jun, Sun Hak, Kim Seul-gi. |                                                           |                 |                                          |                        |           |
| 3 | "Re-Memory" "리메모리"                                    | Kim Young-gyoon | Hwang Min-ah                             | 24 de junho de 2012    | 3.1%      |
| Elenco: Cha Soo-yeon, Kim Tae-hoon, Kim Kyu-chul, Choi Mu-in, Lee Mi-so, Nam Dong-jin, Park Hyun-min. |                                                           |                 |                                          |                        |           |
| 4 | "Do I Look Like a Pushover?" "내가 우스워보여?"           | Hwang In-hyuk   | Ahn Hong-ran                             | 1 de julho de 2012     | 3.7%      |
| Elenco: Lee Chun-hee, Park Sang-wook, Choi Yu-hwa, Shin Seung-hwan, Park Sun-woo, Go In-bum. |                                                           |                 |                                          |                        |           |
| 5 | "Gate of Non-Duality" "불이문"                            | Lee Won-wi      | Kim Min-sook                             | 8 de julho de 2012     | 3.9%      |
| Elenco: Jeon Ye-seo, Jung Ui-kap, Seo Kap-sook, Kim Chul-woong, Oh Young-soo, Lee Young-eun, Kim Woo-seok.                                                                                                  |                                                           |                 |                                          |                        |           |
| 6 | "Don't Worry, I'm a Ghost" "걱정마세요, 귀신입니다"       | Lee Eun-jin     | Hwang Da-eun                             | 15 de julho de 2012    | 3.9%      |
| Elenco: Bong Tae-gyu, Park Shin-hye, Lee Ha-yool, Park Seo-yeon. |                                                           |                 |                                          |                        |           |
| 7 | "Butcher Barber" "칼잡이 이발사"                          | Lee Jung-seop   | Baek Hye-jung & Kim Shin-tae             | 22 de julho de 2012    | 4.0%      |
| Elenco: Park Sung-woong, Nam Gyu-ri, Choi Seung-kyung, Jo Dal-hwan, Lee Chul-min, Jo Jae-yoon. |                                                           |                 |                                          |                        |           |
| 8 | "A Still Picture" "스틸사진"                              | Kwon Kye-hong   | Kim Sun-hee                              | 19 de agosto de 2012   | 3.8%      |
| Elenco: Namkoong Min, Moon Jeong-hee, Shim Yi-young, Park Hyuk-kwon, Nam Myung-ryul, Park Bo-gum, Kyung Soo-jin.                                                                                            |                                                           |                 |                                          |                        |           |
| 9 | "My Prettiest Moments" "내가 가장 예뻤을 때"              | Baek Sang-hoon  | Lee Hyun-joo                             | 26 de agosto de 2012   | 3.8%      |
| Elenco: Jeon Ye-seo, Lee Jong-suk, Song Young-kyu, Kim Soo-yeon. |                                                           |                 |                                          |                        |           |
| 10 | "Glass Prison" "유리감옥"                                 | Lee Eung-bok    | Baek Hye-jung                            | 2 de setembro de 2012  | 4.5%      |
| Elenco: Im Jung-eun, Jin Tae-hyun, Bae Seong-woo, Park Joong-sun, Son Byung-wook, Seo Yi-an. |                                                           |                 |                                          |                        |           |
| 11 | "The Great Dipper" "칠성호"                               | Lee Eung-bok    | Baek Hye-jung                            | 9 de setembro de 2012  | 3.3%      |
| Elenco: Jung Woo, Park Hyo-joo, Kim Roi-ha, Jung Man-sik, Kim Su-hyeon, Jo Jae-yoon, Lee Jae-won, Min Kyung-jin.                                                                                            |                                                           |                 |                                          |                        |           |
| 12 | "Art" "아트"                                              | Park Hyun-seok  | Han Sang-woon                            | 16 de setembro de 2012 | 1.7%      |
| Elenco: Lee Bo-hee, Park Joon-geum, Uhm Tae-goo, Kim Ye-won, Kim Jong-soo, Baek Chan-gi, Kim Ji-sook, Park Jong-hwan.                                                                                       |                                                           |                 |                                          |                        |           |
| 13 | "My Wife Natree's First Love" "내 아내 네이트리의 첫사랑" | Jung Gil-young  | Jo Soo-young                             | 23 de setembro de 2012 | 3.4%      |
| Elenco: Park Won-sang, Kim Ye-won, Kim Jung-hun, Kim Ji-young. |                                                           |                 |                                          |                        |           |
| 14 | "Do You Know Taekwondo?" "태권, 도를 아십니까"            | Kim Young-gyoon | Yoo Bo-ra                                | 7 de outubro de 2012   | 3.2%      |
| Elenco: Im Ji-kyu, Ahn Daniel, Han Yeo-reum, Kim Hee-won, Kim So-young, Yoon Park, Gi Ju-bong, Lee Chae-eun, Choi Min-soo, Lee Dae-hoon, Yoo Jae-sang, Nam Tae-bo.                                          |                                                           |                 |                                          |                        |           |
| 15 | "A Corner" "모퉁이"                                       | Kim Young-jin   | Lee Joo-yeon                             | 14 de outubro de 2012  | 3.9%      |
| Elenco: Kim Yong-rim, Yeon Joon-seok, Park Hyun-jung, Yoon Yoo-sun. |                                                           |                 |                                          |                        |           |
| 16 | "A Culprit Among Friends" "친구 중에 범인이 있다"         | Noh Sang-hoon   | Kwon Gi-young                            | 21 de outubro de 2012  | 4.3%      |
| Elenco: Go Jung-min, Shim Yi-young, Shin Dong-mi, Min Ji-ah, Kim Young-hoon, Choi Deok-moon, Kim Neul-mae.                                                                                                  |                                                           |                 |                                          |                        |           |
| 17 | "Daddy's Coming" "아빠가 간다"                            | Kim Myung-wook  | Baek Hye-jung                            | 28 de outubro de 2012  | 4.6%      |
| Elenco: Jo Hee-bong, Shin So-mi, Kim Jin-soo, Bang Joon-seo, Kim Hyun-bum, Lee Yoon-ae, Hyun Seok, Lee Jung-ho, Lee Mi-ji.                                                                                  |                                                           |                 |                                          |                        |           |
| 18 | "A Spoonbill Flies Away" "저어새, 날아가다"               | Jeon San        | Yoo Bo-ra                                | 4 de novembro de 2012  | 3.9%      |
| Elenco: Song Jong-ho, Kim Hye-jung, Kim Jung-nan, Oh Yong, Jung Eun-pyo, Lee Joo-seok. |                                                           |                 |                                          |                        |           |
| 19 | "Return Home" "환향-쥐불놀이"                             | Lee Won-ik      | Choi Seo-hyun                            | 11 de novembro de 2012 | 3.8%      |
| Elenco: Won Ki-joon, Oh In-hye, Heo Yoon-jung, Bang Yoong-hyun, Joo Hee-joong, Kim Sae-byuk, Kim Ho-young, Jang Kyung-ah, Lee Bum-woo.                                                                      |                                                           |                 |                                          |                        |           |
| 20 | "Pandemonium" "복마전"                                    | Moon Young-jin  | Kang Ji-hee                              | 18 de novembro de 2012 | 3.2%      |
| Elenco: Ahn Nae-sang, Choi Woo-suk, Heo Jae-ho, Jin Won, Yoo Jong-geun, Jung Won-joong, Yang Seung-geol, Kim Cheon-man, Yoon Son-hong, Sung Chan-ho, Kang Gi-sung, Lee Ki-young, Park Hee-eun, Son Ha-jung. |                                                           |                 |                                          |                        |           |
| 21 | "The Ultimate Miracle" "기적 같은 기적"                   | Lee Eun-jin     | Sun Young                                | 2 de dezembro de 2012  | 4.0%      |
| Elenco: Nam Sang-mi, Lee Chun-hee, Ra Kyung-deok, Lee Tae-woo, Lee Joo-shil, Gu Hye-rung, Kim Gi-cheon, Kim Seung-wook.                                                                                     |                                                           |                 |                                          |                        |           |
| 22 | "Mellow In May" "오월의 멜로"                             | Baek Sang-hoon  | Hwang Min-ah                             | 9 de dezembro de 2012  | 4.3%      |
| Elenco: Jo An, Ki Tae-young, Gi Ju-bong, Lee Mi-do, Jo Jae-wan, Yoo Son-chul, Bang Joong-hyun, Kim Geum-ah, Jeon Ye-seo, Jang Dae-woong.                                                                    |                                                           |                 |                                          |                        |           |
| 23 | "Sangkwoni (Business District)" "상권이"                  | Kim Jin-woo     | Yoo Bo-ra                                | 16 de dezembro de 2012 | 6.1%      |
| Elenco: Lee Moon-sik, Choi Moo-sung, Joo Jin-mo, Yoo Hyung-gwan, Jung Min-sung, Joo Jin-mo, Kim Nam-jin, Kim In-seo, Choi Mu-in, Seo Jin-won.                                                               |                                                           |                 |                                          |                        |           |
| 24 | "Another Wedding" "또 한번의 웨딩"                        | Choi Ji-young   | Lee Jae-in, Choi Ji-young & Jeon Chan-ho | 23 de dezembro de 2012 | 4.9%      |
| Elenco: Hong Soo-hyun, Jin Yi-han, Mina Fujii, Kim Seul-gi, Kim Min-kyo, Choi Hee. |                                                           |                 |                                          |                        |           |

### 4ª Temporada (2013)
| N.º | Título                                                     | Dirigido por   | Escrito por    | Lançamento             | Audiência |
| --- | ---------------------------------------------------------- | -------------- | -------------- | ---------------------- | --------- |
| 1 | "The Memory in My Old Wallet" "내 낡은 지갑 속의 기억"     | Lee Jung-seop  | Chae Seung-dae | 12 de junho de 2013    | 3.0%      |
| Elenco: Ryu Soo-young, Nam Bo-ra, Yoo In-young.                                                                                            |                                                            |                |                |                        |           |
| 2 | "My Friend Is Still Alive" "내 친구는 아직 살아있다"       | Lee Eung-bok   | Go Jung-won    | 19 de junho de 2013    | 3.1%      |
| Elenco: Lee Gi-kwang, Lee Joo-seung, Jeon Soo-jin, Kim Chang-hwan, Kim Ye-ryeong.                                                          |                                                            |                |                |                        |           |
| 3 | "Family Bandage" "유리 반창고"                             | Kim Young-jin  | Lee Joo-yeon   | 26 de junho de 2013    | 2.9%      |
| Elenco: Park Sang-myun, Lee Hye-in, Yoon Yoo-sun, Kim Dong-hyeon.                                                                          |                                                            |                |                |                        |           |
| 4 | "Neighborhood Watch" "불침번을 서라"                       | Lee Deok-geon  | Jung Ji-eun    | 7 de agosto de 2013    | 4.1%      |
| Elenco: Ki Tae-young, Kim Min-joo, Kim Yoo-hyun, Kwak Hee-sung, Lee Eun-ha, Kim Dae-hee, Shin Min-chul.                                    |                                                            |                |                |                        |           |
| 5 | "Happy Rose Day" "Happy! 로즈데이"                         | Kim Young-jo   | Kim Min-jung   | 14 de agosto de 2013   | 3.6%      |
| Elenco: Kim Do-hyun, So Yoo-jin, Jung Woong-in, Ahn So-hee, Jang Do-yoon, Kim Mi-rim.                                                      |                                                            |                |                |                        |           |
| 6 | "The Strange Cohabitation" "기묘한 동거"                   | Lee Jung-seop  | Lee Ji-hyo     | 21 de agosto de 2013   | 3.3%      |
| Elenco: Park Sung-woong, Yoo In-young, Lee Si-eon, Choo So-young, Lee Hwa, Hwang Young-hee, Yoon In-jo, Moon Se-yoon.                      |                                                            |                |                |                        |           |
| 7 | "The Mother's Island" "엄마의 섬"                          | Song Hyun-wook | Yoo Byung-woo  | 28 de agosto de 2013   | 3.8%      |
| Elenco: Kim Yong-rim, Nam Sung-jin, Yu Oh-seong, Hong Kyung-in, Jung Ji-ah, Lee Sang-ha, Lee In-hye, Kim Ji-young.                         |                                                            |                |                |                        |           |
| 8 | "Yeon-woo's Summer" "연우의 여름"                          | Lee Na-jeong   | Yoo Bo-ra      | 4 de setembro de 2013  | 2.8%      |
| Elenco: Han Ye-ri, Im Se-mi, Han Joo-wan, Kim Hye-ok, Hwang Jung-min, Jung Soo-young, Jung In-gi, Kim Young-ok, Park Myung-hoon.           |                                                            |                |                |                        |           |
| 9 | "Na-ra's Rain" "비의 나라"                                 | Ahn Joon-yong  | Lee Ah-ram     | 2 de outubro de 2013   | 3.4%      |
| Elenco: Jung Eun-chae, Yoo Min-kyu, Choi Jae-woong, Yoo Se-hyung, Byun Joon-seok.                                                          |                                                            |                |                |                        |           |
| 10 | "Your Noir" "당신의 누아르"                                | Lee So-yeon    | Kim Wook       | 9 de outubro de 2013   | 4.0%      |
| Elenco: Hwang Chan-sung, Chae Jung-an, Hong Kyung-in, Kim Jong-soo, Min Sung-wook.                                                         |                                                            |                |                |                        |           |
| 11 | "Chagall's Birthday" "그렇고 그런 사이"                    | Han Sang-woo   | Hong Jung-hee  | 16 de outubro de 2013  | 4.1%      |
| Elenco: Ye Ji-won, Song Ha-yoon, Cho Yeon-woo, Lee Young-yoo, Choi Sung-min.                                                               |                                                            |                |                |                        |           |
| 12 | "The Devil Rider" "마귀"                                   | Park Hyun-seok | Chae Sung-dae  | 23 de outubro de 2013  | 4.4%      |
| Elenco: Yu Oh-seong, Lee Dae-yeon, Kim Young-jae, Lee Chae-young, Ahn Ji-hyun, Jung Soo-young, Park Soo-young, Uhm Tae-goo, Won Woong-jae. |                                                            |                |                |                        |           |
| 13 | "Came to Me and Became a Star" "나에게로 와서 별이 되었다" | Hwang In-hyuk  | Kim Min-jung   | 3 de novembro de 2013  | 3.4%      |
| Elenco: Kim Ji-seok, Jung So-min, Lee Byung-joon, Yoo So-young, Nam Kyung-min, Kim Dong-hee.                                               |                                                            |                |                |                        |           |
| 14 | "Eun-guk and the Ugly Duckling" "오빠와 미운 오리"         | Shin Hyun-soo  | Choi Ha-nee    | 10 de novembro de 2013 | 2.8%      |
| Elenco: Lee Si-eon, Jung Ji-so, Moon Hee-kyung, Park Joon-mok, Oh Shin-ha.                                                                 |                                                            |                |                |                        |           |
| 15 | "The Unwelcome Guest" "불청객"                             | Noh Sang-hoon  | Lee Eun-mi     | 17 de novembro de 2013 | 2.7%      |
| Elenco: Kang Shin-il, Park Joo-hyung, Uhm Hyun-kyung, Yoo Hyung-gwan, Heo Sung-tae, Son Woo-hyuk.                                          |                                                            |                |                |                        |           |
| 16 | "My Dad Is a Nude Model" "아빠는 변태중"                   | Kim Sung-yoon  | Kim Bo-yeon    | 24 de novembro de 2013 | 3.6%      |
| Elenco: Sung Ji-ru, Bang Eun-hee, Bae Noo-ri, Han Groo, Jo Hee-bong, Park Woo-cheon.                                                       |                                                            |                |                |                        |           |
| 17 | "Outlasting Happiness" "끈질긴 기쁨"                       | Kim Jong-yeon  | Jang Myung-woo | 1 de dezembro de 2013  | 4.0%      |
| Elenco: Ryu Hyun-kyung, Jung Eun-woo, Lee Joo-seung, Jin Kyung, Song Min-ji, Heo Jung-min, Heo Joon-seok.                                  |                                                            |                |                |                        |           |
| 18 | "Jin Jin" "진진"                                           | Cha Young-hoon | Kim Ji-woo     | 8 de dezembro de 2013  | 2.8%      |
| Elenco: Yoon Jin-seo, Shin So-yul, Kim Da-hyun, Lee Si-eon, Kim Min-sang, Han Gi-woong.                                                    |                                                            |                |                |                        |           |

### 5ª Temporada (2014)
| N.º | Título                                                | Dirigido por    | Escrito por                  | Lançamento              | Audiência |
| --- | ----------------------------------------------------- | --------------- | ---------------------------- | ----------------------- | --------- |
| 1 | "Curry" "카레의 맛"                                   | Han Sang-woo    | Hong Jung-hee                | 26 de janeiro de 2014   | 3.9%      |
| Elenco: Jeon Hye-bin, Hyun Woo, Oh Mi-hee, Jung Won-kyu, Lee Mae-ri, Woo Hyun, Lee Joo-woo. |                                                       |                 |                              |                         |           |
| 2 | "First Birthday" "돌날"                               | Kim Young-jo    | Seo Yoo-sun                  | 2 de fevereiro de 2014  | 3.2%      |
| Elenco: Kim Ji-young, Go Young-bin, Seo Yoo-jung, Kim Gi-yeon, Park Joon-myun, Seo Hyun-chul, Kim Do-hyun, Jung Wi-kap, Ahn Shin-woo. |                                                       |                 |                              |                         |           |
| 3 | "Playing Games" "들었다 놨다"                         | Lee Jung-seop   | Yoo Mi-kyung                 | 23 de fevereiro de 2014 | 5.1%      |
| Elenco: Kim C, Woo Hee-jin, Shin So-yul, Park Joon-hyuk. |                                                       |                 |                              |                         |           |
| 4 | "You're Pretty, Oh Man-bok" "예쁘다 오만복"           | Hwang In-hyuk   | Kim Mi-hee                   | 2 de março de 2014      | 2.6%      |
| Elenco: Kim Hyang-gi, Park Chul-min, Ra Mi-ran, Na Hae-ryung, Shin Dong-woo, Park Isaiah, Lee Gi-chan, Yoon Sun-woo, Roh Jeong-eui, Kim Hyun-bin, Kim Ji-eun.                                                                             |                                                       |                 |                              |                         |           |
| 5 | "The Dirge Singer" "곡비"                             | Lee Eun-jin     | Heo Ji-young                 | 9 de março de 2014      | 3.8%      |
| Elenco: Kim Yoo-jung, Seo Jun-young, Hwang Mi-sun, Im Ji-eun, Yoon Da-gyeong, Ahn Ji-hyun, Ahn Byung-kyung, Kim Ji-an, Lee Do-yeon, Son Woo-hyuk.                                                                                         |                                                       |                 |                              |                         |           |
| 6 | "I'm Dying Soon" "나 곧 죽어"                         | Noh Sang-hoon   | Yoo Soo-hoon                 | 16 de março de 2014     | 2.8%      |
| Elenco: Oh Jung-se, Kim Seul-gi, Kim Ji-hyun, Jo Hyun-sik, Lee So-yoon, Choi Deok-moon, Yoo Hyung-kwan, Choi Dae-hoon. |                                                       |                 |                              |                         |           |
| 7 | "The Reason I'm Getting Married" "내가 결혼하는 이유" | Kim Sung-yoon   | Kim Eun-ji                   | 23 de março de 2014     | 4.1%      |
| Elenco: Park Hee-von, Song Jong-ho, Hong Jong-hyun, Yoon Joo-sang, Sung Byung-sook, Kim Ji-won. |                                                       |                 |                              |                         |           |
| 8 | "Monster" "괴물"                                      | Kim Jong-yeon   | Park Pil-joo                 | 30 de março de 2014     | 4.1%      |
| Elenco: Yeon Joon-seok, Kang Sung-min, Park Byung-eun, Kim Jong-soo, Kim Hee-jin, Shin Moon-sung. |                                                       |                 |                              |                         |           |
| 9 | "Middle School Student A" "중학생 A양"                | Baek Sang-hoon  | Kim Hyuk-jung                | 6 de abril de 2014      | 2.9%      |
| Elenco: Lee Yul-eum, Kwak Dong-yeon, Lee Han-na, Kim Bum-joon, ung Jae-eun, Go Yoon-hoo. |                                                       |                 |                              |                         |           |
| 10 | "That Kind of Love" "그런 사랑"                       | Cha Young-hoon  | Lee Joo-yeon                 | 13 de abril de 2014     | 2.5%      |
| Elenco: Bae Soo-bin, Lee Yoon-ji, Choi Min-chul, Jung Kyu-soo. |                                                       |                 |                              |                         |           |
| 11 | "Youth" "18세"                                        | Kim Jin-woo     | Yoo Bo-ra                    | 15 de maio de 2014      | 2.3%      |
| Elenco: Seo Young-joo, Kim Heung-soo, Uhm Tae-goo, Lee Ji-oh, Choi Min, Choi Moo-sung, Park Myung-hoon. |                                                       |                 |                              |                         |           |
| 12 | "Illegal Parking" "부정주차"                          | Park Jin-seok   | Lee Min-young                | 18 de maio de 2014      | 2.6%      |
| Elenco: On Joo-wan, Kim Sang-ho, Jang Joon-woo, Jo Jae-yoon, Kim Sa-kwon, Ha Jae-sook, Ko Kyu-pil, Yoo Jae-myung. |                                                       |                 |                              |                         |           |
| 13 | "The Dreamer" "꿈꾸는 남자"                           | Lee Eung-bok    | Yoo Jung-hee                 | 25 de maio de 2014      | 2.8%      |
| Elenco: Yang Jin-woo, Yoon Se-ah, Mi Ram, Lee Seung-joon. |                                                       |                 |                              |                         |           |
| 14 | "Pitch-Black Darkness" "칠흑"                         | Park Gi-ho      | Kim Mi-jung                  | 1 de junho de 2014      | 2.3%      |
| Elenco: Danny Ahn, Kwak Jung-wook, Kim Sun-kyung, Song Ji-yoo, Jo Si-nae, Kwak In-joon, Kang Eui-sik, Yoo Se-hyung, Jo Mo-se, Nam Tae-bo, Lee Young-eun, Jung Min-sung.                                                                   |                                                       |                 |                              |                         |           |
| 15 | "Bomi's Room" "보미의 방"                             | Kim Sang-hwi    | Lee Ha-na                    | 8 de junho de 2014      | 2.1%      |
| Elenco: Ahn Seo-hyun, Lee Young-ah, Shim Hyung-tak, Park Hae-mi, Jung Joon-won, Jang Dae-woong, Seo Kang-joon (cameo), Gong Myung (cameo).                                                                                                |                                                       |                 |                              |                         |           |
| 16 | "The End of That Summer" "그 여름의 끝"               | Kim Young-jin   | Soo Yeon                     | 14 de setembro de 2014  | 3.2%      |
| Elenco: Jo Eun-sook, Jun Jin-seo, Lee Kwang-ki, Lee Ga-hyun, Park Hyun-jung. |                                                       |                 |                              |                         |           |
| 17 | "The Three Female Runaways" "세 여자 가출소동"        | Lee Min-hong    | Choi Hye-chul                | 21 de setembro de 2014  | 3.5%      |
| Elenco: Seo Yea-ji, Park Hae-mi, Jang Hee-jin, Jo Young-jin, Choi Joon-yong, Lee Han-wi, Kim Jung-hak, Hong Seung-jin, Lee Woo-min, Lee Han-jong.                                                                                         |                                                       |                 |                              |                         |           |
| 18 | "We All Cry Differently" "다르게 운다"                | Lee Eung-bok    | Lee Kang                     | 5 de outubro de 2014    | 2.5%      |
| Elenco: Kim So-hyun, Son Seung-won, Kim Hee-jung, Um Hyo-sup, Jung In-seo. |                                                       |                 |                              |                         |           |
| 19 | "Suspicious Ward No. 7" "수상한 7병동"                | Lee Min-jung    | Choi Yong-wook               | 12 de outubro de 2014   | 2.4%      |
| Elenco: Shin Yi, Kim Jung-min, Lee Byung-joon, Shim Eun-jin, Kim Ho-chang, Song Chae-han. |                                                       |                 |                              |                         |           |
| 20 | "The Tale of the Bookworm" "간서치 열전"              | Park Jin-seok   | Lee Min-young                | 19 de outubro de 2014   | 2.7%      |
| Elenco: Han Joo-wan, Min Ji-ah, Jung Eun-woo, Choi Dae-chul, Ahn Nae-sang, Lee Dae-yeon, Im Ho, Gil Hae-yeon. |                                                       |                 |                              |                         |           |
| 21 | "Repulsive Love" "추한 사랑"                          | Ahn Joon-yong   | Lee Seung-hyun & Seo Yoo-sun | 26 de outubro de 2014   | 2.7%      |
| Elenco: Jo Dal-hwan, Goo Jae-yee, Kim Young-hoon, Song Min-ji, Park Chul-min, Seo Dong-gap, Jung Young-gi, Kim Sun-ha, Oh Hee-joong. |                                                       |                 |                              |                         |           |
| 22 | "The Final Puzzle" "마지막 퍼즐"                      | Kim Jung-hyun   | Lee Jung-sun                 | 2 de novembro de 2014   | 2.9%      |
| Elenco: Yoon Tae-young, Jung Ji-yoon, Kim Min-sang, Kim Min-jae, Yeom Dong-hun, Lee Ah-hyun, Choi Dae-chul, Park Hyuk-min. |                                                       |                 |                              |                         |           |
| 23 | "The Girl Who Became a Photo" "액자가 된 소녀"        | Yoo Jong-sun    | Lee Kang                     | 9 de novembro de 2014   | 1.6%      |
| Elenco: Choi Jong-won, Jung In-sun, Lee Jae-kyoon, Jin Kyung, Jung In-gi, Lee Se-eun, Gong Yoon-chan. |                                                       |                 |                              |                         |           |
| 24 | "Vengeful Spirit" "원혼"                              | Lee Jae-hoon    | Park Jae-bum                 | 16 de novembro de 2014  | 1.4%      |
| Elenco: Ahn Jae-mo, Park Eun-hye, Mi Ram, Yang Joon-mo, Kim Chang-hwan, Kim Joo-hwan. |                                                       |                 |                              |                         |           |
| 25 | "The Reason I Get Drunk" "내가 술을 마시는 이유"      | Jeon Woo-sung   | Hong Eun-ae                  | 23 de novembro de 2014  | 1.8%      |
| Elenco: Ahn Suk-hwan, Oh Young-shil, Lee Cho-hee, Kim Hyun-joon, Kim Joon-bae, Kim Sang-won, Lee Jin-kwon. |                                                       |                 |                              |                         |           |
| 26 | "I Introduce My Father" "아빠를 소개합니다"           | Kim Young-kyoon | Yoo Jung-hee                 | 30 de novembro de 2014  | 2.2%      |
| Elenco: Song Ha-yoon, Moon Ji-yoon, Kim Min-sung, Gu Won. |                                                       |                 |                              |                         |           |
| 27 | "Bride in Sneakers" "운동화를 신은 신부"              | Lee Eun-jin     | Yoo Jung-hee                 | 7 de dezembro de 2014   | 2.2%      |
| Elenco: Lee Chung-ah, Kim Jin-woo, Lee Yi-kyung, Shin Bo-ra, Yoo So-young, Lee Min, Kim Jae-heung, Park Young-seo, Choi Jang-won, Jang Ji-sun, Go Eun-sung, Lee Seo-joon, Jin Young-bum, Kim Seung-hoon, Yoo Gun, Kim Sa-hee, Han Ji-sun. |                                                       |                 |                              |                         |           |

### 6ª Temporada (2015)
| N.º | Título                                                                      | Dirigido por   | Escrito por               | Lançamento             | Audiência                     |
| --- | --------------------------------------------------------------------------- | -------------- | ------------------------- | ---------------------- | ----------------------------- |
| 1 | "Stay Still" "가만히 있으라"                                                | Kim Jong-yeon  | Son Se-rim                | 13 de março de 2015    | 3.7% (Parte 1) 1.8% (Parte 2) |
| Elenco: Lee Moon-sik, Lee Joo-seung, Chae Bin, Park Gun-woo, Jo Duk-hyun, Gi Ju-bong, Kim Min-sang, Heo Joon-seok, Park Sun-woo, Lee Chul-min, Shin Moon-sung.                                                              |                                                                             |                |                           |                        |                               |
| 2 | "The Wind Blows to the Hope" "바람은 소망하는 곳으로 분다"                  | Kim Jong-soo   | Hong Soon-mok             | 20 de março de 2015    | 5.2% (Part 1) 4.1% (Part 2)   |
| Elenco: Kim Yeong-cheol, Defconn, Choi Sung-won, Lee Won-jong, Seo Hyun-chul, Lee Yeong-hoon, Jung Jin, Lim Hyun-sung, Kim Gi-cheon, Park Gil-soo, Lim Yoon-ho, Lee Gyu-seop.                                               |                                                                             |                |                           |                        |                               |
| 3 | "Hair Day" "머리심는 날"                                                    | Yoo Jong-sun   | Baek Eun-kyung            | 27 de março de 2015    | 3.6%                          |
| Elenco: Choi Tae-hwan, Ha Eun-sul, Jang Sung-bum, Lee Han-wi, Yoon Ye-hee, Ji Dae-han, Lee Kan-hee, Kim Neul-me, Kim Chu-wol, Jeon Hyun-tae, Son Sun-geun, Lee Yoon-sang, Lee Jin-mok, Park Dae-gi, Song Young-hak.         |                                                                             |                |                           |                        |                               |
| 4 | "Funny Woman" "웃기는 여자"                                                 | Kim Hyung-seok | Lee Jung-min              | 3 de abril de 2015     | 4.5% (Part 1) 2.9% (Part 2)   |
| Elenco: Moon Ji-in, Kim Ji-hoon, Lee Do-yeon, Hong Yoon-hwa, Im Do-yoon, Jung Yoon-min, Son Seong-yoon, Lee Sang-joon, Lee Ah-rin.                                                                                          |                                                                             |                |                           |                        |                               |
| 5 | "What Is the Ghost Up To?" "귀신은 뭐하나"                                  | Cha Young-hoon | Son Se-rim                | 31 de julho de 2015    | 3.2%                          |
| Elenco: Lee Joon, Cho Soo-hyang, Oh Sang-jin, Lee Yong-nyeo, Yang Jo-ah, So Hee-jung, Ryu Tae-ho, Lee Yoon-sang, Lee Won-jong.                                                                                              |                                                                             |                |                           |                        |                               |
| 6 | "Crimson Moon" "붉은 달"                                                    | Bae Kyung-soo  | Yoo Young-seok            | 7 de agosto de 2015    | 3.6%                          |
| Elenco: Kim Dae-myung, Lee Hang-na, Park So-dam, Park Ha-na, Kim Myung-gon, Jo Mi-ryung, Ahn Ji-hyun, Kim Jong-hyun, Nam Hyun-joo, Jung Doo-gyeom, Yoon Yi-joon, Kim Hyun-bin.                                              |                                                                             |                |                           |                        |                               |
| 7 | "Live Shock" "라이브 쇼크"                                                  | Kim Dong-hee   | Kim Mi-jung & Kim Hyo-jin | 14 de agosto de 2015   | 3.3%                          |
| Elenco: Baek Sung-hyun, [Kim Ji-young, Yeo Min-joo, Jing Se-hyun, Kim Jong-soo, Lee Seung-hyung, Kim Tae-han, Jung Doo-gyeom, Han Suk-joon, Hwang Jin-woo, Lee Ye-jin, Lee Won-jin.                                         |                                                                             |                |                           |                        |                               |
| 8 | "In Search of Argenta" "알젠타를 찾아서"                                    | Kim Jung-hyun  | Lee Min-jae               | 21 de agosto de 2015   | 1.3%                          |
| Elenco: Lee Soo-kyung, Kim Hee-jung, Hwang Se-on, Lee Jae-yong, Lee Hyun-gyeom, Choi Woong, Kim Min-sang, Kim Min-jae, Choi Ye-eun, Oh Eon-jong.                                                                            |                                                                             |                |                           |                        |                               |
| 9 | "The Brothers' Summer" "그 형제의 여름"                                     | Lee Jung-mi    | Jung Ji-eun               | 28 de agosto de 2015   | 2.9%                          |
| Elenco: Choi Kwon-soo, Park Isaiah, Yu Oh-seong, Ahn Mi-na, Jo Jung-chi, Kim Su-yeon, Jung Won, Lim Tae-hwan, Baek Si-on, Heo In-young, Lee Jae-wook, Choi Seung-kyung, Kang Doo.                                           |                                                                             |                |                           |                        |                               |
| 10 | "Fake Family" "짝퉁 패밀리"                                                 | Ahn Joon-yong  | Son Se-rim                | 24 de outubro de 2015  | 2.1%                          |
| Elenco: Lee Ha-na, Lee Hak-joo, Park Jong-hwan, Gil Hae-yeon, Kim Won-hae, Jo Dal-hwan. |                                                                             |                |                           |                        |                               |
| 11 | "Trains Don't Stop at Noryangjin Station" "노량진역에는 기차가 서지 않는다" | Lee Jae-hoon   | Kim Yang-gi               | 31 de outubro de 2015  | 1.6%                          |
| Elenco: Bong Tae-gyu, Ha Seung-ri, Kim Jung-woon, Han Sung-shik, Jung Jin-gap, Sung Byung-sook, Lee Sang-gu, Dong Hyun-bae, Jeon Hun-tae, Joo Boo-jin, Chae Min-hee, Kim Chang-hwan, Seo Dong-jin, Jo Min-hye, Kim Ji-hoon. |                                                                             |                |                           |                        |                               |
| 12 | "Strange Fairy Tale" "낯선 동화"                                            | Park Jin-seok  | Shin Soo-rim              | 7 de novembro de 2015  | 2.3%                          |
| Elenco: Kim Jung-tae, Jung Yoon-seok, Gil Jung-woo, Jung Hee-tae, Park Min-soo, Yoo Joon-hong, Ji Soo-won, Kang Moon-kyung, Lee Sang-hwa, Han Dong-kyu, Kim Yong-jin, Choi Ho-joong, Kim Min-sung, Kim Ji-won.              |                                                                             |                |                           |                        |                               |
| 13 | "Secret" "비밀"                                                             | Jeon Woo-sung  | Cha Yeon-joo              | 14 de novembro de 2015 | 2.6%                          |
| Elenco: Seo Eun-ah, Kim Joon-bae, Heo Ji-won, Jo Hee-bong, Lee Ik-joon, Baek Seung-chul, Son Young-soon, Yoon Byung-hee, Kim Do-young, Lee Ye-rin, Kim Sang-il, Choi Hyun-joon, Park Ye-chan.                               |                                                                             |                |                           |                        |                               |
| 14 | "Avici" "아비"                                                              | Kim Shin-il    | Yoo Jung-hee              | 21 de novembro de 2015 | 3.7%                          |
| Elenco: Shin Eun-jung, Kwak Dong-yeon, Kim Kyu-chul, Choi Joon-yong, Go Bo-gyeol, Ban Min-jung, Hong Jin-gi. |                                                                             |                |                           |                        |                               |
| 15 | "Contract Man" "계약의 사내"                                                | Lim Se-joon    | Lim Ye-jin                | 28 de novembro de 2015 | 1.5%                          |
| Elenco: Choi Myung-gil, Oh Jung-se, Oh Eui-shik, Park Hye-jin, Choi Hong-il, Park Ji-a, Lee Hoon-jin, Lee Bon-kyu, Oh Hee-joon, Nam Moon-chul, Gong Ho-seok, Lee Kang-wook, Jeon Hoon-gi.                                   |                                                                             |                |                           |                        |                               |

### 7ª Temporada (2016)
| N.º | Título                                           | Dirigido por    | Escrito por                 | Lançamento             | Audiência |
| --- | ------------------------------------------------ | --------------- | --------------------------- | ---------------------- | --------- |
| 1 | "The Red Teacher" "빨간 선생님"                  | Yoo Jong-sun    | Kwon Hye-ji                 | 25 de setembro de 2016 | 2.4%      |
| Elenco: Lee Dong-hwi, Jung So-min, Lee Chae-eun, Jo Young-jin, Jeon Soo-ji, Lee Jae-kyoon, Lee Min-young, Park Se-wan, Lee Yoo-joon, Park Hoon, Kim Min-seok, Min Ji-hong. |                                                  |                 |                             |                        |           |
| 2 | "The Legendary Lackey" "전설의 셔틀"             | Kim Dong-hwa    | Lim So-yeon                 | 2 de outubro de 2016   | 3.1%      |
| Elenco: Lee Ji-hoon, Kim Jin-woo, Seo Ji-hoon, Choi Sung-min, Han Jae-seok, Kim Joon-pyo, Son Dong-hwa, Jung Ji-hwan, Shim Jae-ho, Moon Yong-il, Lee Sung-deuk, Yu Oh-seong (cameo), Jun Hyun-moo (cameo), Ryu Dam (cameo), Yoo Min-sang (cameo). |                                                  |                 |                             |                        |           |
| 3 | "Summer Dream" "한 여름의 꿈"                    | Jo Woong        | Son Se-rin                  | 9 de outubro de 2016   | 2.9%      |
| Elenco: Kim Hee-won, Kim Ga-eun, Kim Bo-min, Lee Seo-hwan, Yoo Joo-won, Lee Kang-wook, Park Hye-jin, Yang Hyun-min, Lee Ta, Wook Joo-ri, Ryu Seung-soo (cameo), Kim Hyun-sook (cameo). |                                                  |                 |                             |                        |           |
| 4 | "My Happy Home" "즐거운 나의 집"                 | Choi Yoon-seok  | Choi Yoon-seok              | 16 de outubro de 2016  | 3.3%      |
| Elenco: Son Yeo-eun, Lee Sang-yeob, Park Ha-na, Kim Myung-soo, Lee Il-hwa, Im Ji-kyu, Seo Dong-jin, Song Yoon-ah (cameo), Jung Hee-tae (cameo), Ok Taec-yeon (cameo). |                                                  |                 |                             |                        |           |
| 5 | "Twenty Dollars to Pyeongyang" "평양까지 이만원" | Kim Young-kyoon | Kim Seung-won               | 23 de outubro de 2016  | 2.2%      |
| Elenco: Han Joo-wan, Kim Young-jae, Mi Ram, Seo Jin-won, Seo Min-woo, Kim Hyo-jin, Woo Sang-jeon, Choi Jong-ryul, Lee Yong-nyeo, Choi Hyo-sang, Kwon Hong-seok, Seo Kwang-jae, Lee Mi-sook, Choi Gyu-sik, Heo Sung-tae, Myung Jae-hwan, Kang Hee-joong, Kim Yong-hwan, Kim Ki-hyeon, Lee Na-young, Seo In-kwon. |                                                  |                 |                             |                        |           |
| 6 | "Explicit Innocence" "동정 없는 세상"            | Kim Dong-hwa    | Yoo Jung-hee                | 30 de outubro de 2016  | 2.0%      |
| Elenco: Lee Joo-seung, Kang Min-ah, Yoon Yoo-sun, Min Sung-wook, Jang Yoo-sang, Kim Woo-hyuk, Lee Kang-wook, Song Sam-dong, Shin Dong-hoon, Kim Yoon-joo, Yoon Bo-jin, Kim Yi-an, Joo Soo-jin, Yoon Hee-kyung, Oh Han-gyul, Park Chul-min (cameo), Jung Yi-rang (cameo). |                                                  |                 |                             |                        |           |
| 7 | "Noodle House Girl" "국시집 여자"                | Kim Min-kyung   | Kim Jung-joo                | 6 de novembro de 2016  | 2.1%      |
| Elenco: Park Byung-eun, Jeon Hye-bin, Oh Dae-hwan, Shim Yi-young, Lee Jung-eun, Yoo Son-woong, Lee Yoo-joon, Jung Ji-ho, Kim Jae-chul, Han Tae-il, Yoo Byung-sun, Kim Geu-rim, Ma Min-hee, Kim Tae-woo (cameo). |                                                  |                 |                             |                        |           |
| 8 | "Disqualify Laughter" "웃음실격"                 | Ahn Joon-yong   | Jung Chan-mi & Gi Seung-tae | 13 de novembro de 2016 | 1.9%      |
| Elenco: Jo Dal-hwan, Ryu Hwa-young, Park Chul-min, Lee Hak-joo, Gu Ji-eun, Ryu Tae-ho, Kim Sun-ha, Lee Gap-sun, Lee Yoo-joon, Shin Yoo-joo, Oh Hee-joon, Park Kyung-hye, Kwon Oh-kyung, Noh Kang-min, Kim Hyun-jung, Cha Ji-won, Song Young-jae (cameo), Kim Won-hae (cameo), Kim Chang-han (cameo), Hwang Bo-ra (cameo), Lee Kwang-yong (cameo), Kim Yoon-ji (cameo), Lee Se-ra (cameo), Jung Hyun-seok (cameo), Lee Seung-hyun (cameo). |                                                  |                 |                             |                        |           |
| 9 | "A Dance from Afar" "아득히 먼 춤"               | Lim Se-joon     | Lee Kang                    | 20 de novembro de 2016 | 1.3%      |
| Elenco: Lee Sang-hee, Koo Kyo-hwan, Cha Soo-yeon, Jung Young-gi, Jang Seo-kyung, Woo Ji-hyun, Lee Joon-young, Nam Myung-ryul, Son Min-seok, Kim Seung-hoon, Lee Young-seok, Yoon Son-shim, Lee Jae-hee, Kim Hyun, Kang Jin-ah, Choi Dae-seok, Lee Dong-yong, Hwang Woo-sang, Lee Jae-moon, Lee Ba-da, Shin Chi-young. |                                                  |                 |                             |                        |           |
| 10 | "Pinocchio's Nose" "피노키오의 코"               | Lee Jung-mi     | Kim Seung-won               | 27 de novembro de 2016 | 2.8%      |
| Elenco: Lee Yu-ri, Lee Ha-yool, Park Chan-han, Mi Ram, Kim Ye-ryeong, Kim Do-young, Kwon Hyuk, Lee Jae-wook, Park Geon-rak, Heo In-young, Han So-jung, Jang Joon-young, Kim Jung-woo, Jung Hyun-seok, Lee Ho-yeol, Kim Hyung-joon, Lee Hyun-woong, Park Soo-min, Kim Sa-hoon, Kim Sang-chul, Kim Ji-young, Lee Go-eun, Kim Bo-min, Lee Gap-kyung, King Seung-ha, Hwang Jung-ho.                                                           |                                                  |                 |                             |                        |           |

### 8ª Temporada (2017)
| N.º | Título                                                        | Dirigido por   | Escrito por   | Lançamento             | Audiência |
| --- | ------------------------------------------------------------- | -------------- | ------------- | ---------------------- | --------- |
| 1 | "If We Were a Season" "우리가 계절이라면"                     | Kang Soo-yeon  | Lim Ye-jin    | 3 de setembro de 2017  | 4.1%      |
| Elenco: Chae Soo-bin, Jang Dong-yoon, Jung Jin-young, Lee Jun-hyeok, Jung In-gi, Nam Gi-ae, Ahn Seung-gyun, Kim Min-kyoo, Lee Hyun-jin, Yoon Da-gyeong, Lee Yoon-sang, Son Kang-kook, Yoo Ji-hyun, Lee Shi-won, Kim Yoo-na, Hwang Joon-woo, Kim Bo-min, Lee Shi-hoon.                                                           |                                                               |                |               |                        |           |
| 2 | "Let Us Meet" "만나게 해, 주오 – feat. 경성혼인 정보회사"     | Kang Min-kyung | Kim Eun-sun   | 10 de setembro de 2017 | 4.5%      |
| Elenco: Son Ho-jun, Jo Bo-ah, Baek Soo-jang, Jung Yi-rang, Jo Jae-ryong, Choi Byung-mo, Jeon Bae-soo, Choi Da-in, Song Young-jae, Kwon Soo-hyun, Jo Yeon-ho, Hong Hyun-hee (cameo). |                                                               |                |               |                        |           |
| 3 | "You Are Closer Than I Think" "당신은 생각보다 가까이에 있다" | Choi Yoon-seok | Choi Mi-kyung | 17 de setembro de 2017 | 2.5%      |
| Elenco: Lee Sang-yeob, Kim So-eun, Lim Hwa-young, Kwak Hee-sung, Dong Ha, Kim Young-hee, Bang Ji-young, Kim Won-hae (cameo), Namkoong Min (cameo), Ok Taec-yeon (cameo). |                                                               |                |               |                        |           |
| 4 | "Dancing the Waltz Alone" "혼자 추는 왈츠"                    | Hwang Seung-ki | Kwon Hye-jin  | 24 de setembro de 2017 | 3.3%      |
| Elenco: Moon Ga-young, Yeo Hoe-hyun, Ha Ji-eun, Jo In-woo, Moon Ho-jin, Hyun Jin-soo, Kim Myung-sun, Kim Hyo-myung, Choi Woo-young, Han Dae-kwan, Oh Ji-yeon, Lee Da-hye, Shin Yul-yi, Nam Seung-woo, Jang Hye-min, Kim Joo-young, Choi Na-moo, Park Hye-jin, Han Jae-woong, Lim Shi-woo, Jin Joo-yeon, Kim Jin-joo, Ji Seo-ah. |                                                               |                |               |                        |           |
| 5 | "Madame Jung’s One Last Week" "정마담의 마지막 일주일"        | Kang Min-kyung | Kim Se-rang   | 4 de outubro de 2017   | 3.7%      |
| Elenco: Ra Mi-ran, Shin Rin-ah, Park Jung-hak, Lee Bong-ryun, Yoon Kyung-ho, Joo Seok-tae, Choi Hee-jin, Won Hyun-joon, Bae Jung-hwa, Park Se-wan, Jo Young-sun, Song Ha-rim, Kim Do-hye, Kim Ha-yoo, Song Young-jae (cameo).                                                                                                   |                                                               |                |               |                        |           |
| 6 | "Kang Duk-soon’s Love History" "강덕순 애정 변천사"           | Hwang Seung-ki | Baek So-yeon  | 5 de outubro de 2017   | 2.9%      |
| Elenco: Kim So-hye, Oh Seung-yoon, Park Seo-yeon, Park Gyu-young, Shim Young-eun, Kim Yeo-jin, Baek Hyun-joo, Hong Sung-duk, Seo Jin-won (cameo), Han Ga-rim (cameo). |                                                               |                |               |                        |           |
| 7 | "A Bad Family" "나쁜 가족들"                                  | Kim Min-kyung  | Kwon Hye-ji   | 15 de outubro de 2017  | 3.6%      |
| Elenco: Shin Eun-kyung, Lee Joon-hyuk, Hong Seo-young, Song Ji-ho, Baek Soo-ryun, Park Sung-hoon, Jang Dong-joo, Kim Wang-geun, Kim Soo-min, Park Young-soo, Jung Wi-son, Jang Joo-yeon, Shin Yoon-jung, Cha Myung-wook, Gong Min-jeung, Jang Kyuk-soo, Kim Jin-mo, Seo Wang-seok, Kim Yong-jin, Wook Joo-ri, Park Mi-na.       |                                                               |                |               |                        |           |
| 8 | "The Reason We Can't Sleep" "우리가 못자는 이유"              | Kang Soo-yeon  | Baek So-yeon  | 22 de outubro de 2017  | 4.0%      |
| Elenco: Im Ji-kyu, Im Se-mi, Lee Dae-yeon, Hwang Young-hee, Kim Gang-hyun, Ryu Ah-bel, Kim Se-ah, Kim Hyo-sook, Kim Hee-chang, Kim Yoo-jung, Jung Ji-ho, Cha Jong-ho, Lee Sae-ro-mi, Jo Ji-seung. |                                                               |                |               |                        |           |
| 9 | "SLOW" "슬로우"                                               | Lim Se-joon    | Kim Joo-man   | 29 de outubro de 2017  | 1.7%      |
| Elenco: Kwak Dong-yeon, Jung Soo-ji, Ki Do-hoon, Nam Tae-bo, Choi Kwang-il, Lee Won-seop, Park Jong-hyun, Go Gil-joo, Heo Goo-yeon (cameo), Cho Sung-hwan (cameo). |                                                               |                |               |                        |           |
| 10 | "The Love of a Buzz Cut" "까까머리의 연애"                    | Jo Woong       | Lee Jin-seok  | 5 de novembro de 2017  | 2.1%      |
| Elenco: Kang Yeon-jung, Kim Jung-hyun, Min Jin-woong, Lee Jung-eun, Oh Na-ra, Lee Seo-hwan, Park Gyu-young, Shin Duk-ho, Kim Mi-kyung, Kim Bo-jung, Kim Joong-don, Yoo Son-woong, Lee Kang-wook, Lim Jae-geun, Lee Kyu-hee, Oh Seung-hee, Ji Sung-geun, Kim Song, Jung Hyun-seok, Lee Sun-young, Go Do-yeon, Kang Ki-doong.     |                                                               |                |               |                        |           |

### 9ª Temporada (2018)
| N.º | Título                                                           | Dirigido por   | Escrito por   | Lançamento             | Audiência |
| --- | ---------------------------------------------------------------- | -------------- | ------------- | ---------------------- | --------- |
| 1 | "Review Notebook of My Embarrassing Days" "나의 흑역사 오답노트" | Hwang Seung-gi | Bae Soo-young | 14 de setembro de 2018 | 2.2%      |
| Elenco: Jeon So-min, Park Sung-hoon, Oh Dong-min, Song Ji-in, Seo Sang-won, Park Sun-hee, Min Kyung-ok, Choi Sul, Lee Da-hye, Park Won-seok, Lee Jae-young, Jo Choong-hyun, Kim Sun-geun. |                                                                  |                |               |                        |           |
| 2 | "Forgotten Season" "잊혀진 계절"                                 | Kim Min-tae    | Kim Sung-joon | 21 de setembro de 2018 | 2.7%      |
| Elenco: Kim Mu-yeol, Go Bo-gyeol, Jung Joon-won, Go Min-si, Jae Ho, Lee Ji-ha, Lee Dae-yeon, Song Young-jae, Joo In-young, Jang Tae-min, Kim Jong-ho, Won Jong-sun, Oh Il-young, Im Yong-soon, Im Jae-geun, Shin Sun-hee, Yoo Seung-il, Shin Nan-ae, Park Hyun-kyung, Yoo Yeon-mi, Lee Joon-ho, Moon Yong-il, Hwang Myung-hwan, Yoo Kyung-hoon, Im Ji-hyun, Park Joo-won, Jae Ho, Park Hyun-sook (cameo). |                                                                  |                |               |                        |           |
| 3 | "The Tuna and the Dolphin" "참치와 돌고래"                       | Song Min-yeop  | Lee Jung-eun  | 28 de setembro de 2018 | 2.0%      |
| Elenco: Park Gyu-young, Yoon Park, Jung Gun-joo, Kim Soo-jin, Lee Seung-hoon, Heo Dong-won, Kim Mi-woo, Seo Yoo-ri, Kang Min-joo, Lee Chae-seo, Park Young-soo, Jang Tae-min, Go Se-hee, Seo In-sung, Joo Ye-rim, Jang Dong-yoon (cameo). |                                                                  |                |               |                        |           |
| 4 | "Too Bright for Romance" "너무 한낮의 연애"                      | Yoo Young-eun  | Kim Geum-hee  | 5 de outubro de 2018   | 1.6%      |
| Elenco: Choi Kang-hee, Go Jun, Park Se-wan, Jeon Sung-woo, Kim Joo-hun, Im Sung-mi, Yoon Sung-won, Kim Kyung-il, Jeon Byung-wook, Kim Do-bin, Choi Yoo-jin, Kim Yoo-jung, Kim Dae-hwan, Gil Hae-yeon (cameo), Kim Min-sang (cameo), Woo Mi-hwa (cameo), Lee Yoo-joon (cameo), Jung Young-gi (cameo), Lee Jae-won (cameo), Lee Won-keun (cameo).                                                           |                                                                  |                |               |                        |           |
| 5 | "Ms. Kim's Mystery" "미스김의 미스터리"                          | Kim Shin-il    | Park Sun-hee  | 12 de outubro de 2018  | 2.6%      |
| Elenco: Kim Da-som, Kwon Hyuk-soo, Lee Gi-joon, Kim Jin-woo, Lee Chae-eun, Park Chul-min, Moon Tae-yoo, Heo Dong-won. |                                                                  |                |               |                        |           |
| 6 | "The Long Goodbye" "이토록 오랜 이별"                            | Song Min-yeop  | Kim Joo-hee   | 19 de outubro de 2018  | 2.7%      |
| Elenco: Jang Hee-jin, Lim Ju-hwan, Jung Wook-jin, Jung Jae-sung, Baek Eun-hye, Song Jin-woo, Yoo In-soo, Ha Min, Woo Sung-eun, Jwa Chae-won, Jung Chi-in. |                                                                  |                |               |                        |           |
| 7 | "Dreamers" "도피자들"                                            | Yoo Young-eun  | Bae So-yeon   | 26 de outubro de 2018  | 1.1%      |
| Elenco: Lee Hak-joo, Kim Sae-byuk, Choi Yu-hwa, Kim Joo-hun, Choi Yoo-song, Lim Sung-jae, Seo Sang-jong, Kim Dae-hwan, Kim Dong-ha, Kim Won-hae (cameo). |                                                                  |                |               |                        |           |
| 8 | "My Mom's Third Marriage" "엄마의 세 번째 결혼"                  | Kim Young-jin  | Jung Mi-hee   | 2 de novembro de 2018  | 3.8%      |
| Elenco: Lee Yul-eum, Lee Il-hwa, Kim Young-ok, Han In-soo, Yeon Joon-seok, Park Yoo-hyun, Kim Dong-kyu, Park Hyun-jung, Lee Won-bal, Park Sung-joon, Kim Min, Kim Ha-neul, Lim Ho, Cha Soo-mi, Kim Yoon-seo, Shin Bi, Lee Soo-jin, Hwang Young-eun, Jeon Won-joo (cameo). |                                                                  |                |               |                        |           |
| 9 | "The Expiration Date of You and Me" "너와 나의 유효기간"         | Kim Min-tae    | Jung Mi-hee   | 9 de novembro de 2018  | 2.1%      |
| Elenco: Shin Hyun-soo, Lee Da-in, Min Jin-woong, Lee Ju-eun, Kim Young-dae. |                                                                  |                |               |                        |           |
| 10 | "So Close, Yet So Far" "닿을 듯 말 듯"                           | Hwang Seung-gi | Bae Soo-young | 16 de novembro de 2018 | 1.3%      |
| Elenco: Park Yoo-na, Kim Min-seok, Park Han-sol, Jung Won-chang, Woo Gi-hoon, Kim Seung-pil, Jung Woo-il, Moon Gi-young, Han Young-kyoon, Oh Seung-hee. |                                                                  |                |               |                        |           |

### 10ª Temporada (2019)
| N.º | Título                                                     | Dirigido por  | Escrito por            | Lançamento             | Audiência |
| --- | ---------------------------------------------------------- | ------------- | ---------------------- | ---------------------- | --------- |
| 1 | "Home Sweet Home" "집우집주"                               | Lee Hyun-seok | Lee Kang               | 27 de setembro de 2019 | 1.2%      |
| Elenco: Lee Joo-young, Kim Jin-yeop, Han Jae-yi, Yoon Yoo-sun, Seo Hyun-chul, Lee Jung-yul, Kim Nan-hee, Jang Da-kyung, Baek Hyun-joo, Kim Jae-chul, Lee Ta, Park Yoon-shik, Kim Shin-heon, Woo Sung-eun, Lee Hyun-seo, Jung Ho, Jeon Jin-woo, Shin Yong-jin, Lee Han-seo, Kim Ji-ah, Park Ye-chan, Ji Soo-won (cameo), Choi Dae-chul (cameo), Lee Chang-wook (cameo). |                                                            |               |                        |                        |           |
| 2 | "Rural Outcasts" "웬 아이를 보았네"                        | Na Soo-jin    | Kim Ye-na              | 4 de outubro de 2019   | 1.8%      |
| Elenco: Kim Soo-in, Tae Hang-ho, Kim Gi-cheon, Im Hyung-joon, Ahn Se-bin, Jin Kyung. |                                                            |               |                        |                        |           |
| 3 | "Wreck Car" "렉카"                                         | Lee Ho        | Yoon Ji-hyung          | 11 de outubro de 2019  | 1.0%      |
| Elenco: Lee Tae-sun, Kang Ki-doong, Jo Hee-bong, Jang Yul, Yoo Su-bin, Lee Yoon-sun, Moon Jung-gi, Kim Hyun, Kim Do-kyung, Ji Sung-geun, Ahn Hee-joo, Choi Ga-in, Kim Hee-joong, Choi Sung-hee, Yoon Tae-in, Kim Mi-yeon, Seo Yi-soo, Oh Han-gyul, Jeon Bae-soo (cameo), Jung Won-joong (cameo).                                                                       |                                                            |               |                        |                        |           |
| 4 | "Live Like That" "그렇게 살다"                             | Kim Shin-il   | Choi Ja-won            | 18 de outubro de 2019  | 2.1%      |
| Elenco: Jung Dong-hwan, Joo Seok-tae, Lee Kan-hee, Kim Gi-cheon. |                                                            |               |                        |                        |           |
| 5 | "Scouting Report" "스카우팅 리포트"                        | Song Min-yeop | Lee Joo-young          | 25 de outubro de 2019  | 1.4%      |
| Elenco: Choi Won-young, Lee Do-hyun, Yoo Ji-yeon, Kim Ji-hoon, Lee Hyun-kyun, Jeon Gook-hyang, Lee Hwang-hwi. |                                                            |               |                        |                        |           |
| 6 | "Goodbye B1" "굿바이 비원"                                 | Kim Min-tae   | Jo Ah-ra & Kim Min-tae | 1 de novembro de 2019  | 1.0%      |
| Elenco: Kim Ga-eun, Jung Joon-won, Jung Yi-seo, Lee Yeon, Lee Ji-ha, Lee Dae-yeon, Cho Ryun. |                                                            |               |                        |                        |           |
| 7 | "Socialization: Understanding of Dance" "사교-땐스의 이해" | Yoo Young-eun | Lee Kang               | 8 de novembro de 2019  | 1.1%      |
| Elenco: Shin Do-hyun, Ahn Seung-kyun, Kim Do-wan, Bae Yoon-kyung, Ahn Gil-kang, Baek Ji-won, Min Do-hee, Kim Sun-young, Baek Soo-hee. |                                                            |               |                        |                        |           |
| 8 | "Clean and Polish" "때빼고 광내고"                         | Na Soo-jin    | Bae Soo-young          | 15 de novembro de 2019 | 1.5%      |
| Elenco: Park Eun-seok, Na Hye-mi, Kang Ji-hyun, Im Ji-kyu, Byung Hun. |                                                            |               |                        |                        |           |
| 9 | "Understanding of Electric Shock" "감전의 이해"            | Lee Ho        | Kim Seung-won          | 22 de novembro de 2019 | 1.1%      |
| Elenco: Joo Min-kyung, Jang In-sub, Yoon Ji-on, Oh Ryoong, Z.Hera, Do Sang-woo. |                                                            |               |                        |                        |           |
| 10 | "Hidden" "히든"                                            | Lee Hyun-seok | Yoon Jin-hyung         | 29 de novembro de 2019 | 1.2%      |
| Elenco: Ryu Hyun-kyung, Seo Dong-hyun, Oh Yeon-ah, Yoo Jae-sang, Yang Dae-hyuk, Choi Dae-hoon. |                                                            |               |                        |                        |           |

### 11ª Temporada (2020)
| N.º | Título                                                 | Dirigido por   | Escrito por     | Lançamento             | Audiência |
| --- | ------------------------------------------------------ | -------------- | --------------- | ---------------------- | --------- |
| 1 | "Modern Girl" "모단걸"                                 | Hong Eun-mi    | Na Mi-jin       | 7 de novembro de 2020  | 3.1%      |
| Elenco: Jin Ji-hee, Kim Si-eun, Yoon Ji-on, Oh Seung-hoon, Song Ji-on, Park Ji-won, Gi Eun-soo, Kim Hyun-kyoon, Lee Soo-yong, Lee Kang-min, Oh Joon-min, Ma Hyun-ji, Kim Myung-soo (cameo), Im Won-hee (cameo).                               |                                                        |                |                 |                        |           |
| 2 | "Crevasse" "크레바스"                                  | Yoo Kwan-mo    | Yeo Myung-jae   | 14 de novembro de 2020 | 2.3%      |
| Elenco: Yoon Se-ah, Ji Seung-hyun, Kim Hyung-mok, Kim Kyung-min, Yoon Bo-jin, Byun Ho-jin, Kim Soo-kyung, Ahn Young-mi, Lee Ji-yeon, Kim Byung-ki (cameo).                                                                                    |                                                        |                |                 |                        |           |
| 3 | "My Teacher" "나의 가해자에게"                         | Na Soo-ji      | Kang Han        | 19 de novembro de 2020 | 1.5%      |
| Elenco: Kim Dae-geon, Moon Yoo-kang, Woo Da-vi, Lee Yeon, Oh Il-young, Park Yoon-young, Han Sang-jin (cameo), Kim Jae-hwa (cameo), Ryu Tae-ho (cameo).                                                                                        |                                                        |                |                 |                        |           |
| 4 | "The Pleasures and Sorrows of Work" "일의 기쁨과 슬픔" | Choi Sang-yeol | Choi Ja-won     | 21 de novembro de 2020 | 1.8%      |
| Elenco: Go Won-hee, Kang Mal-geum, Oh Min-suk, Song Jin-woo, Kim Young, Kim Bo-jung, Kim Eun-soo, Cha Dong-ha, Son Jin-ho, Kim Young-joon, Shin Hye-ri, Kim Joo-young, Yoon Sung-won, Jo Sung-jin, Ryu Jin (cameo).                           |                                                        |                |                 |                        |           |
| 5 | "The Reason Why I Can't Tell You" "고백하지 않는 이유" | Hong Eun-mi    | Yoon Kyung-ah   | 26 de novembro de 2020 | 0.8%      |
| Elenco: Shin Hyun-soo, Go Min-si, Hwang Hee, Kang Seung-hyun, Kim Yo-han, Yoo Su-bin, Min Joon-hyun, Oh Joon-ho, Gu Yeo-rim, Lee Jae-hee, Shin Kyung-rim, Go In-beom (cameo), Yoon Bok-in (cameo).                                            |                                                        |                |                 |                        |           |
| 6 | "My Lilac" "그곳에 두고 온 라일락"                     | Park Gi-hyun   | Park Kwang-yeon | 28 de novembro de 2020 | 2.1%      |
| Elenco: Lee Han-wi, Jung Yoo-min, Seol Jung-hwan, Kim Kyu-chul, Yoo Min-sang, Ha Jae-sook, Hong Ji-yoon, Kim Duk-hyun, Son Young-son, Shim So-yeon, Kim Jin-seo, Lee Sun-young, Kim Sang-chul, Kim Dong-geon (cameo), Kim Seung-wook (cameo). |                                                        |                |                 |                        |           |
| 7 | "A Jaunt" "나들이"                                     | Yoo Kwan-mo    | Yeon Myung-jae  | 3 de dezembro de 2020  | 2.2%      |
| Elenco: Son Sook, Jung Woong-in, Jung Gi-seop, Kim So-hee, Park Soo-min, Sung No-jin, Kim Young-hee, Lee Chae-kyung, Oh Il-young, Kim Mi-ji, Kim Joo-ah, Lee Young-joo, Jeon Eun-mi, Son Sol.                                                 |                                                        |                |                 |                        |           |
| 8 | "While You Are Away" "도둑잠"                          | Choi Sang-yeol | Park Kwang-yeon | 10 de dezembro de 2020 | 1.8%      |
| Elenco: Kim Bo-ra, Dong Ha, Hwang Bo-ra, Kong Yoo-rim, Shin Yoon-jung, Kim Min-sung, Kang Choon-sung, Min Gu-kyung, Park Young-soo, Gu Bon-woong, Lee Young-joon, Jang Young-hyun, Kim Sang-chul, Kang Soo-bin, Lee Eun-kang, Kim Min-jung.   |                                                        |                |                 |                        |           |
| 9 | "Traces of Love" "연애의 흔적"                         | Yoo Young-eun  | Jung Hyun       | 17 de dezembro de 2020 | 1.4%      |
| Elenco: Lee Yoo-young, Lee Sang-yeob, Hong In, Park Mi-hyun, Lee Seo-hwan, Jung Chae-yi, Won Choon-kyu, Lee Jung-hyung, Shim Seung-ah, Kim Joo-hun (cameo).                                                                                   |                                                        |                |                 |                        |           |
| 10 | "One Night" "원 나잇"                                  | Lee Ho         | Lim Ji-eun      | 24 de dezembro de 2020 | 1.7%      |
| Elenco: Kim Sung-cheol, Kim Mi-soo, Jang Sung-beom, Jo Hee-bong, Kang Hyung-seok, Park Kang-seop, Shim Jae-hyun, Yang Taek-ho, Kim Se-joon, Kim Hyung-myung, Kim Min-hee, Na Seo-kyung, Gu Bon-jin, Lee Sun-young, Baek Hyun-joo (cameo).     |                                                        |                |                 |                        |           |

### 12ª Temporada (2021)
| N.º                                                                             | Título                                                  | Dirigido por   | Escrito por                 | Lançamento             | Audiência |
| ------------------------------------------------------------------------------- | ------------------------------------------------------- | -------------- | --------------------------- | ---------------------- | --------- |
| 1                                                                               | "My Daughter" "희수"                                    | Choi Sang-yeol | Yeom Jae-yi                 | 22 de outubro de 2021  | 1.2%      |
| Elenco: Jeon So-min, Park Sung-hoon, Kim Yun-seul, Kim Kang-hyun and Park Ha-na |                                                         |                |                             |                        |           |
| 2                                                                               | "F20" "에프이공"                                        | Hong Eun-mi    | Chae-chae                   | [ 20 ]                 | ASA       |
| Elenco: Jang Young-nam, Kim Jung-young, Kim Kang-min                            |                                                         |                |                             |                        |           |
| 3                                                                               | "Nap on the Desert" "통증의 풍경"                       | Hong Eun-mi    | Kwon Hyuk-Jin, Song Seul-Ki | 5 de novembro de 2021  | 1.2%      |
| Elenco: Ahn Nae-sang, Gil Hae-yeon, Baek Ji-won, Lee Shin-ki                    |                                                         |                |                             |                        |           |
| 4                                                                               | "Siren" "사이렌"                                        | An Joon-Yong   | Go Woo-Jin                  | 12 de novembro de 2021 | 1.2%      |
| Elenco: Choi Jin-hyuk, Park Seong-yeon, Jo Dal-hwan, e Koo Ja-sung              |                                                         |                |                             |                        |           |
| 5                                                                               | "A Moment of Romance" "딱밤 한 대가 이별에 미치는 영향" | Ko Sung-jun    | Kim Mi-kyung                | 19 de novembro de 2021 | 1.3%      |
| Elenco: Kang Tae-oh, Shin Ye-eun, Hong Kyung, Ha Yoon-kyung                     |                                                         |                |                             |                        |           |
| 6                                                                               | "Be;twin" "비트윈"                                      | Choi Yeon-soo  | Yeom Jay                    | 26 de novembro de 2021 | 0.7%      |
| Elenco: Sung Yoo-bin e Hong Su-zu                                               |                                                         |                |                             |                        |           |
| 7                                                                               | "The Palace" "그녀들"                                   | Lee Woong-hee  | Kang Han                    | 3 de dezembro de 2021  | 1.6%      |
| Elenco: Kim Sae-ron, Jung Da-eun, Lee Chae-kyung e Seo Eun-young                |                                                         |                |                             |                        |           |
| 8                                                                               | "Atonement" "셋"                                        | Koo Sung-joon  | Lee Nam-hee                 | 10 de dezembro de 2021 | 1.0%      |
| Elenco: So Joo-yeon, Jeong Yi-seo, e Jo In                                      |                                                         |                |                             |                        |           |
| 9                                                                               | "Oddinary" "보통의 재화"                                | Choi Yeon-soo  | Kim Sung-joon               | 17 de dezembro de 2021 | 0.7%      |
| Elenco: Kwak Sun-young, Choi Dae-hoon, e Kim Na-yeon                            |                                                         |                |                             |                        |           |
| 10                                                                              | "Abyss" "기억의 해각"                                   | Lee Woong-hee  | Park Jae-yoon               | 24 de dezembro de 2021 | 1.3%      |
| Elenco: Moon Geun-young, Jo Han-sun, e Kang Sang-joon                           |                                                         |                |                             |                        |           |

### 13ª Temporada (2022)
| N.º                                                                    | Título                                       | Dirigido por   | Escrito por    | Lançamento             | Audiência |
| ---------------------------------------------------------------------- | -------------------------------------------- | -------------- | -------------- | ---------------------- | --------- |
| 1                                                                      | "The Stain" "얼룩"                           | Lee Min-soo    | Yeo Yeo-jae    | 16 de novembro de 2022 | 2.6%      |
| Elenco: Cha Hak-yeon, Byun Seo-yoon, e Lee Si-woo                      |                                              |                |                |                        |           |
| 2                                                                      | "Currently Offline" "방종"                   | Choi Jeong-eun | Wi Jae-hwa     | 17 de novembro de 2022 | 1.1%      |
| Elenco: Kim Ki-hae, Son Sang-kyung, Park Jung-pyo e Kim Sang-woo       |                                              |                |                |                        |           |
| 3                                                                      | "Prism" "프리즘"                             | Lee Dae-kyung  | Wi Jae-hwa     | 1 de dezembro de 2022  | 0.8%      |
| Elenco: Hong Seo-hee, Kim Min-cheol, Kim Seon-bin, Pyo Yeong-seo       |                                              |                |                |                        |           |
| 4                                                                      | "Like Otters" "열아홉 해달들"                | Kim Su-jin     | Ko Woo-jin     | 7 de dezembro de 2022  | 1.3%      |
| Elenco: Shin Eun-soo, Kim Jae-won, Lee Chan-hyung                      |                                              |                |                |                        |           |
| 5                                                                      | "The Stranger" "낯선 계절에 만나"            | Lee Min-soo    | Yeo Yeo-jae    | 8 de dezembro de 2022  | 1.4%      |
| Elenco: Han Ji-eun, Kim Gun-woo                                        |                                              |                |                |                        |           |
| 6                                                                      | "The Season of Undies" "팬티의 계절"         | Choi Jeong-eun | Lee Ji-woo     | 14 de dezembro de 2022 |           |
| Elenco: Kang Seung-yoon, Choi Jae-seop, Kang Seong-hoon, e Woo Min-gyu |                                              |                |                |                        |           |
| 7                                                                      | "In My Ashtanga Class" "아쉬탕가를 아시나요" | Lee Dae-kyung  | Jay Yeom       | 15 de dezembro de 2022 | 1.7%      |
| Elenco: Bae Yoon-kyung, Joo Jong-hyuk                                  |                                              |                |                |                        |           |
| 8                                                                      | "Silence of the Lambs" "양들의 침묵"         | Kim Su-jin     | Kang Kang      | 21 de dezembro de 2022 |           |
| Elenco: Kim Sae-byuk, Jeon Hye-won                                     |                                              |                |                |                        |           |
| 9                                                                      | "Devil in the Lake" "귀못"                   | Tak Se-woong   | Tak Se-woong   | 22 de dezembro de 2022 | 1.3%      |
| Elenco: Park Ha-na, Heo Jin, Jung Young-joo                            |                                              |                |                |                        |           |
| 10                                                                     | "The Distributors" "유포자들"                | Hong Seok-gu   | Jung Woo-cheol | 28 de dezembro de 2022 | 1.5%      |
| Elenco: Park Sung-hoon, Kim So-eun                                     |                                              |                |                |                        |           |

### 14ª Temporada (2023)
| N.º                                                         | Título                                                        | Dirigido por   | Escrito por               | Lançamento             | Audiência |
| ----------------------------------------------------------- | ------------------------------------------------------------- | -------------- | ------------------------- | ---------------------- | --------- |
| 1                                                           | "No Path Back" "극야"                                         | Min-seok Jang  | Choi Ja-won               | 14 de outubro de 2023  | 0.6%      |
| Elenco: Lee Jae-won, Choi Seong-won, e Kim Kang-hyeon       |                                                               |                |                           |                        |           |
| 2                                                           | "Half Lies" "반쪽짜리 거짓말"                                 | Hyun-kyung     | Yun Tae-woo               | 21 de outubro de 2023  | 1.1%      |
| Elenco: Kim Won-hae, Min Ji-ah, Ahn Se-bin e Park Ji-ah     |                                                               |                |                           |                        |           |
| 3                                                           | "Shoot For Love" "도현의 고백"                                | Seo Yong-soo   | Cho Il-yeon               | 28 de outubro de 2023  | 1.3%      |
| Elenco: Shin So-yul, Lee Yeon, e Cha Sun-woo                |                                                               |                |                           |                        |           |
| 4                                                           | "Anyone Anywhere" "우리들이 있었다"                           | Ham Yeong-geol | Yoon Tae-woo              | 4 de novembro de 2023  | 0.9%      |
| Elenco: Lee Min-jae, Kim Hyun-soo, e Kang Na-eon            |                                                               |                |                           |                        |           |
| 5                                                           | "Dog Days of Summer" "폭염주의보"                             | Jang Min-seok  | Choi Yi-kyung             | 11 de novembro de 2023 | 0.7%      |
| Elenco: Moon Woo-jin, Park Seo-kyung                        |                                                               |                |                           |                        |           |
| 6                                                           | "The True Love of Madam" "마님은 왜 마당쇠에게 고기를 주었나" | Ham Young-geol | Wi Jae-hwa                | 18 de novembro de 2023 | 1.6%      |
| Elenco: Park Ha-sun, Kim Joo-hun                            |                                                               |                |                           |                        |           |
| 7                                                           | "Love Attack" "고백공격"                                      | Lee Hyun-kyung | Choi Yi-kyung             | 25 de novembro de 2023 | 0.7%      |
| Elenco: Kim Do-hoon, Chae Won-bin                           |                                                               |                |                           |                        |           |
| 8                                                           | "Overlap Knife, Knife" "오버랩 나이프, 나이프"                | Seo Yong-su    | Kwon Oh-joo               | 2 de dezembro de 2023  | 0.6%      |
| Elenco: Kim Dong-hwi, Jo A-ram, Shim Yi-young, Joo Seok-tae |                                                               |                |                           |                        |           |
| 9                                                           | "Behind the Shadows" "그림자 고백"                            | Lee Dae-kyung  | Park Eun-seo              | 9 de dezembro de 2023  | 1.2%      |
| Elenco: Ren, Park Sang-nam, Hong Seung-hee, Hahm Eun-jung   |                                                               |                |                           |                        |           |
| 10                                                          | "Joseon Chefs" "수운잡방"                                     | Choi Yeon-soo  | Jo Soo-yeong, Kim Ik-hyun | 16 de dezembro de 2023 | 1%        |
| Elenco: Kim Kang-min, Yoon San-ha, Baek Sung-hyun           |                                                               |                |                           |                        |           |